# Aluku
Aluku o boni és un grup ètnic de Surinam i la Guaiana Francesa descendents dels antics esclaus africans, els bushinengues o ndjukes (anomenats també negres dels boscos o cimarrons) que van escapar de les plantacions holandeses en els segles xvii i xviii. Abans d'ells s'havien escapat altres esclaus. Els primers formaren el grup saramaka i el segon els ndjuka. Els aluku també reben el nom de boni, que procedeix del seu primer cap Boni Bokilifu, un mulat esclau.
A poc a poc s'endinsaren en la selva amazònica, i a la fi del segle xviii s'instal·laren als marges del riu Lawa, afluent del riu Maroni, a la frontera entre Surinam i la Guaiana Francesa. A causa de la barreja entre les poblacions que fugien, es formà una nova ètnia. Havien de lluitar contra les tropes holandeses per a mantenir la llibertat, però també contra els saramaca i ndjuka, germans enemics que vivien més al nord, i això va crear un sentiment de pertinença a un mateix poble que habitaven un costat o bé un altre del riu, avui frontera política.
La seva llengua tradicional és un crioll basat en l'anglès (aproximadament el 90%). És similar als idiomes parlats per Saramaca i ndjuka. Avui en dia, la fracció més gran i que pobla el territori des de fa més temps està situat a la regió de Maripasoula, compost pels municipis i llogarets de Maripasoula, Papaïchton, Kormontibo, Assissi, Loco, Tabiki, i Goodé a la Guaiana Francesa, i Cottica, a Surinam. Una altra part es troba molt avall, prop de la desembocadura del riu amb les viles d'Apatou i de Maïman. Existeix una població aluku molt gran a Saint-Laurent-du-Maroni, a Caiena i a Kourou. Hi ha un total de 5.000 a la Guaiana Francesa.
Tradicionalment, els alukus són autosuficients i viuen de la recollida, la caça, la pesca i de la cultura nòmada situats lluny de les seves llars. No obstant això, en conjunt, semblen haver passat el punt de no retorn a la societat de consum, l'economia de mercat i la modernitat. Molts d'ells treballen com a conductors d'embarcacions fluvials (canoa) per l'exèrcit francès, al 9è RIMA. Segons Bernard Delpech, a Les Cahiers d'Outre-mer, núm. 182: se sotmeten a la « desestabilització de la base material tradicional, transformació de les mentalitats, alteració de les normes de vida col·lectiva », vegeu «Enllaç». Arxivat de l'original el 2004-05-05. [Consulta: 24 setembre 2009]..